# Wilcoxius ramsdeni
Wilcoxius ramsdeni är en tvåvingeart som först beskrevs av Stanley Willard Bromley 1929.  Wilcoxius ramsdeni ingår i släktet Wilcoxius och familjen rovflugor.
Artens utbredningsområde är Kuba. Inga underarter finns listade i Catalogue of Life.